# Chowder
Chowder é uma série animada de televisão americana criada por C. H. Greenblatt para o Cartoon Network, que estreou nos Estados Unidos em 2 de novembro de 2007. Estreou no Brasil em 6 de junho de 2008.

## Enredo
O enredo da série gira em torno do personagem principal Chowder, um jovem aspirante a cozinheiro da empresa de catering do Chef Mung Daal. Embora ele seja alegre e despreocupado, as ações de Chowder habitualmente o colocam em circunstâncias fora de seu controle, devido em parte à sua fome e distração. Seus cuidadores, Mung e Truffles Daal, bem como Shnitzel, o cozinheiro, e Kimchi, o animal de estimação gasoso de Chowder, tentam ajudar Chowder em suas ambições de se tornar um grande chef, mas frequentemente são prejudicados pelas travessuras calamitosas que se seguem. Chowder também é prejudicada por Panini, uma garota que tem um amor não correspondido por Chowder, chegando a dizer que ele é seu namorado, apesar de o casal não namorar.

## Personagens
- Chowder: Ele é um aprendiz de cozinha que deseja ser um grande chef um dia. Ele é gordinho, com chapéu, sapatos e uma camisa roxa. Ele mora em Ciudad Mazapán. Ele geralmente come muito e mais enquanto cozinha com Mung Daal. Ele tem 9 anos, o que mais gosta de comer é sorvete e chiclete.[3]
- Mung Daal: Ele é o principal cozinheiro e dono do banquete Mung Daal, ele é um grande chef reconhecido na cidade. Ele é o chef de cuisine de Chowder e marido de Truffle. Seu principal concorrente é Endivia, que também tem um negócio de alimentos.
- Shnitzel: Ajudante de cozinha de Mung Daal, ele é um monstro de pedra, ele é muito forte e de vez em quando se aproveitam dele. Ele geralmente usa apenas uma palavra em seu vocabulário: "radda", mas em "The Trouble with Truffles" ele pode ser ouvido falando normalmente. É o único episódio de toda a série em que ele fala.[4]
- Truffles: Esposa de Mung Daal e gerente do negócio, seu nome vem de um cogumelo que cresce no subsolo, logicamente ela é uma fada do cogumelo, como se costuma dizer na série. Ela tem um temperamento muito forte e gosta de gritar, aparentemente é casada com Mung Daal há séculos e o que mais a incomoda é que alguém tem chiclete e não a convida.
- Panini: Aprendiz da Sra. Endivia, seu nome em italiano significa "sanduíches". Ela tem 11 anos e também é uma combinação de gato, coelho e urso, o que significa que ela é da mesma espécie que Chowder, embora seja mais perceptível que ela se parece mais com um coelho rosa. Ele difere do Chowder por ter orelhas mais longas e duas presas em vez de uma, sem mencionar que a Panini tem garras muito afiadas que às vezes usa. Panini não para de dizer a Chowder que é seu namorado, já que no episódio em que ela aparece pela primeira vez ("Namorada de Chowder") ele o trata com uns biscoitos chamados corações de polvorón e seu suco com Chowder, e ela conclui que Chowder também está interessado nela, embora, infelizmente, ele não tenha parecido gostar de sua companhia desde então. Ela aproveita todas as oportunidades para mostrar que está loucamente perdida por ele, até perseguindo Chowder, como mostrado em "The Sick Blue Banana". Sempre que ela o cumprimenta ou lhe diz alguma coisa, Chowder responde com seu famoso: "Não sou seu namorado!" Panini não deixa Chowder ter amigos além dela, ela fica com muito ciúme ao ver outra garota com Chowder, isso é mostrado no capítulo "Uma aventura para lembrar". No final da história, no último capítulo Chowder finalmente se casa com Panini e tem filhos.

## Produção

### Desenvolvimento
Durante seu tempo trabalhando em Bob Esponja da Nickelodeon, Greenblatt havia esboçado vários personagens para seu próprio conceito de série de animação. [14] Greenblatt originalmente baseou a premissa na ideia do estilo de história do aprendiz de feiticeiro, como a Espada na Pedra. Os dispositivos do enredo foram modificados para que a história gire em torno de um chef mestre que ensina seu jovem aprendiz a cozinhar. O próprio Chowder foi desenvolvido sem nenhuma espécie específica em mente, mas sim com a intenção de invocar a imagem de um brinquedo macio de criança. [18] Parte da inspiração vem do Dr. Seuss, com outra inspiração dos desenhos animados das manhãs de sábado. [18]
Greenblatt apresentou o conceito ao Cartoon Network em meados dos anos 2000, quando começou a trabalhar como escritor e artista de storyboard para The Grim Adventures of Billy & Mandy, e dois anos depois a série foi aprovada com mais um ano para produção antes que o episódio piloto fosse ao ar. Greenblatt estima que passou cerca de sete anos trabalhando em Chowder antes de o programa ir ao ar em 2007.